# Broderick Johnson
Broderick Johnson é um produtor de televisão norte-americano. Como reconhecimento, foi nomeado ao Oscar 2010 na categoria de Melhor Filme por The Blind Side.